# Slimane (fransk sanger)
Slimane Nebchi (født 13. oktober 1989), kendt mononymt som Slimane, er en fransk sanger og sangskriver, som repræsenterede Frankrig ved Eurovision Song Contest 2024 med sangen "Mon amour" og fik en flot 4. plads i finalen med 445 point hvor han blev nr 2 hos juryerne med 218. point og blev nr 4 hos seerne med 227. point han deltog i det franske udgave af the voice i 2016 og var med i Team Florent Pagny og vandt konkurrencen.